# Stichting RIONED
Stichting RIONED is de Nederlandse brancheorganisatie voor alle partijen die professioneel betrokken zijn bij de openbare riolering en het stedelijk waterbeheer. De stichting is opgericht op 17 juni 1986. 

## Organisatie
In de stichting participeren overheden (gemeenten, waterschappen, rijk en provincies), bedrijven (leveranciers, adviesbureaus, inspectiebedrijven en aannemers) en onderwijsinstellingen. In het bestuur zijn de gemeenten, de waterschappen, de bouw- en productiebedrijven, de dienstverlenende bedrijven en het Ministerie van Infrastructuur en Waterstaat vertegenwoordigd. De huidige voorzitter is Joost van Oostrum, de burgemeester van Berkelland. De stichting telt ongeveer tien medewerkers.

## Activiteiten
Stichting RIONED is de koepelorganisatie voor stedelijk waterbeheer en riolering in Nederland. Taken zijn het beschikbaar stellen van kennis aan de vakwereld door onderzoek, het bundelen van bestaande kennis en het informeren en het bij elkaar brengen van professionals. De stichting signaleert problemen in de dagelijkse praktijk van de rioleringsbeheerder en kaart deze aan bij bestuurders en beleidsmakers. Ook informeert zij het brede publiek. Daarvoor werkt zij samen met organisaties als Vereniging van Nederlandse Gemeenten, Unie van Waterschappen, Stichting Toegepast Onderzoek Waterschappen (STOWA), NLingenieurs, NEN, Vereniging Afvalbedrijven, NSTT, UNETO-VNI en CROW en zusterorganisaties uit buurlanden: Vlario en de Vlaamse Milieumaatschappij in Vlaanderen en DWA in Duitsland.

### Kennisbank Stedelijk Waterbeheer
De Kennisbank Stedelijk Waterbeheer is de digitale opvolger van de Leidraad riolering, het standaardwerk dat door de stichting wordt uitgegeven waarin de algemeen geaccepteerde technieken, methoden en beleid staan op het gebied van de drie gemeentelijke zorgplichten voor hemelwater, overtollig grondwater en huishoudelijk afvalwater (conform de Waterwet).

### Gegevenswoordenboek Stedelijk Water
Stichting RIONED is de ontwikkelaar en beheerder van de open standaard Gegevenswoordenboek Stedelijk Water (GWSW), de ontologie en digitale standaardtaal voor riolering en stedelijk waterbeheer.